# NGC 408
NGC 408 is een ster in het sterrenbeeld Vissen. Het hemelobject werd op 22 oktober 1867 ontdekt door de Zweedse astronoom Herman Schultz.

## Synoniemen
- ESO 243-*39